# Braunlage
Braunlage is een gemeente in de Duitse deelstaat Nedersaksen, en maakt deel uit van het Landkreis Goslar. Braunlage telt 5.763 inwoners. Tot de gemeente Braunlage horen ook Hohegeiß en Sankt Andreasberg.
Braunlage staat bekend om zijn 972 meter hoge Wurmberg, de hoogste berg van Nedersaksen en een na hoogste berg van de Harz. De langste kabelbaan (Wurmberg Seilbahn) van Noord-Duitsland loopt naar de berg. Ook stond op de berg de Wurmbergschans, waar één keer per jaar internationale wedstrijden werden gehouden.

## Geografie
Tot de stad Braunlage behoren de stadsdelen Braunlage, Hohegeiß en Sankt Andreasberg.
| Stadsdeel         | Inwonertal |
| ----------------- | ---------- |
| Braunlage         | 3600 †     |
| Sankt Andreasberg | 1730 ††    |
| Hohegeiß          | 1000       |
| Stadt Braunlage   | 6330       |

† met het ortsteil Königskrug
†† met de ortsteilen Sonnenberg, Oderhaus, Oderbrück, Oderberg, Odertaler Sägemühle en Silberhütte

## Geschiedenis
Braunlage ontstond als een kleine nederzetting in het bos en is voor de eerste keer genoemd in 1253 als Brunenlohe. In de 17e eeuw was het een kleine marktstad. Pas in 1934 kreeg het stadsrechten en de status van kurort. In 1963 kreeg de stad zijn eerste kabelbaan naar de Wurmberg.
Op 2 april 1971 is in Braunlage de oorlogsmisdadiger Willy Lages overleden.

## Toerisme
Het toerisme in Braunlage is belangrijk voor de stad. Een groot aantal verblijfstoeristen en dagjesmensen bezoeken zowel in de zomer als winter de stad. Braunlage is het centrum van de Hoge Harz. De belangrijkste trekpleister is de Wurmberg. Wandelen is zomers de belangrijkste activiteit in de bossen en weiden rond de stad en in het nationaal park. De in Duitsland bekende lange afstandsroute "Harzer-Hexen-Stieg" loopt door Braunlage. Naast wandelen is fietsen sterk in opkomst, voor mountainbiken zijn er 60 routes van samen 1.800 kilometer. Het bikepark op de Wurmberg heeft mogelijkheden voor downhill biking met 7 routes en 18 km afdalingen.
In de winter is wintersport de belangrijkste activiteit. Van midden december tot midden maart ligt er normaal gesproken sneeuw, waarbij sneeuwhoogten van 1 of 2 meter heel gewoon zijn. Zowel in het dorp als op de Wurmberg zijn mogelijkheden om te skiën. Voor Noord-Duitse begrippen zijn de afdalingen lang en de hoogteverschillen groot. De langste piste is 4,1 km met een hoogteverschil van 400m. Langlaufen kan in en om het dorp, aansluiting op het regionale loipennet is op verschillende plaatsen mogelijk. Schaatsen kan overdekt in het Wurmbergstadium.
Braunlage is een van de oudste wintersportdorpen van Duitsland. De eerste ski’s zijn in 1883 in Braunlage gemaakt.

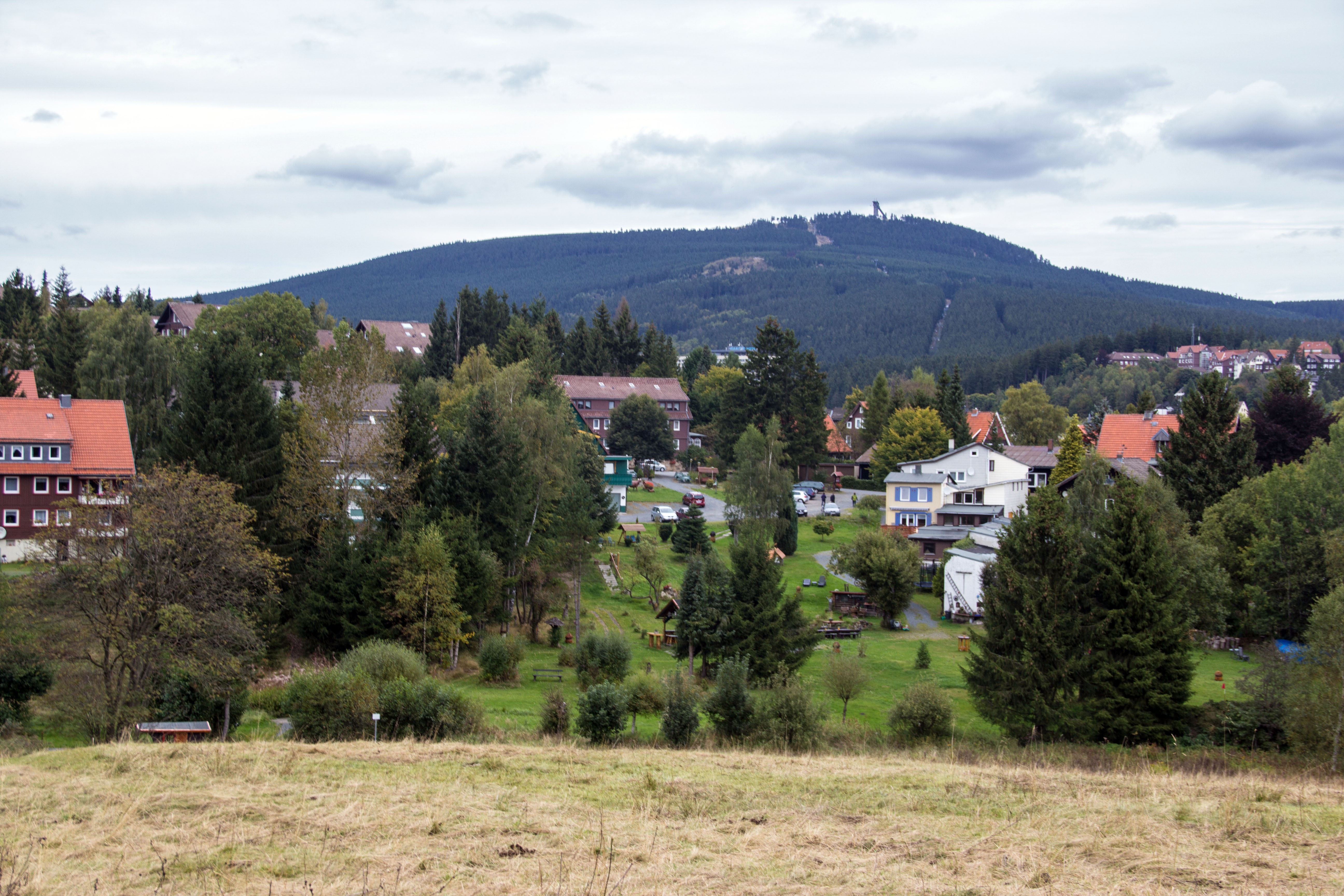
Uitzicht op de Wurmberg vanaf Braunlage
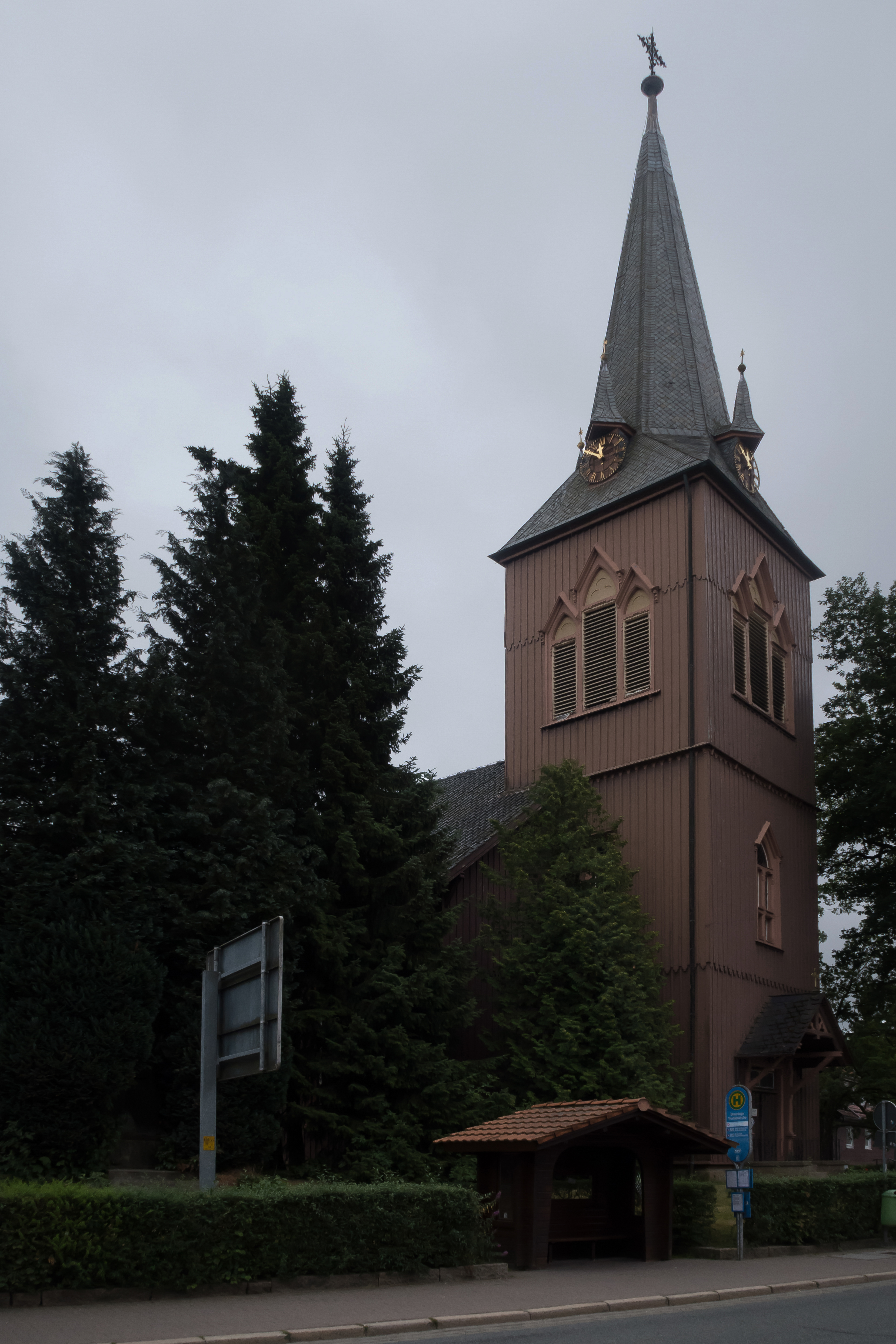
Braunlage, kerk: Trinitatis-Kirche
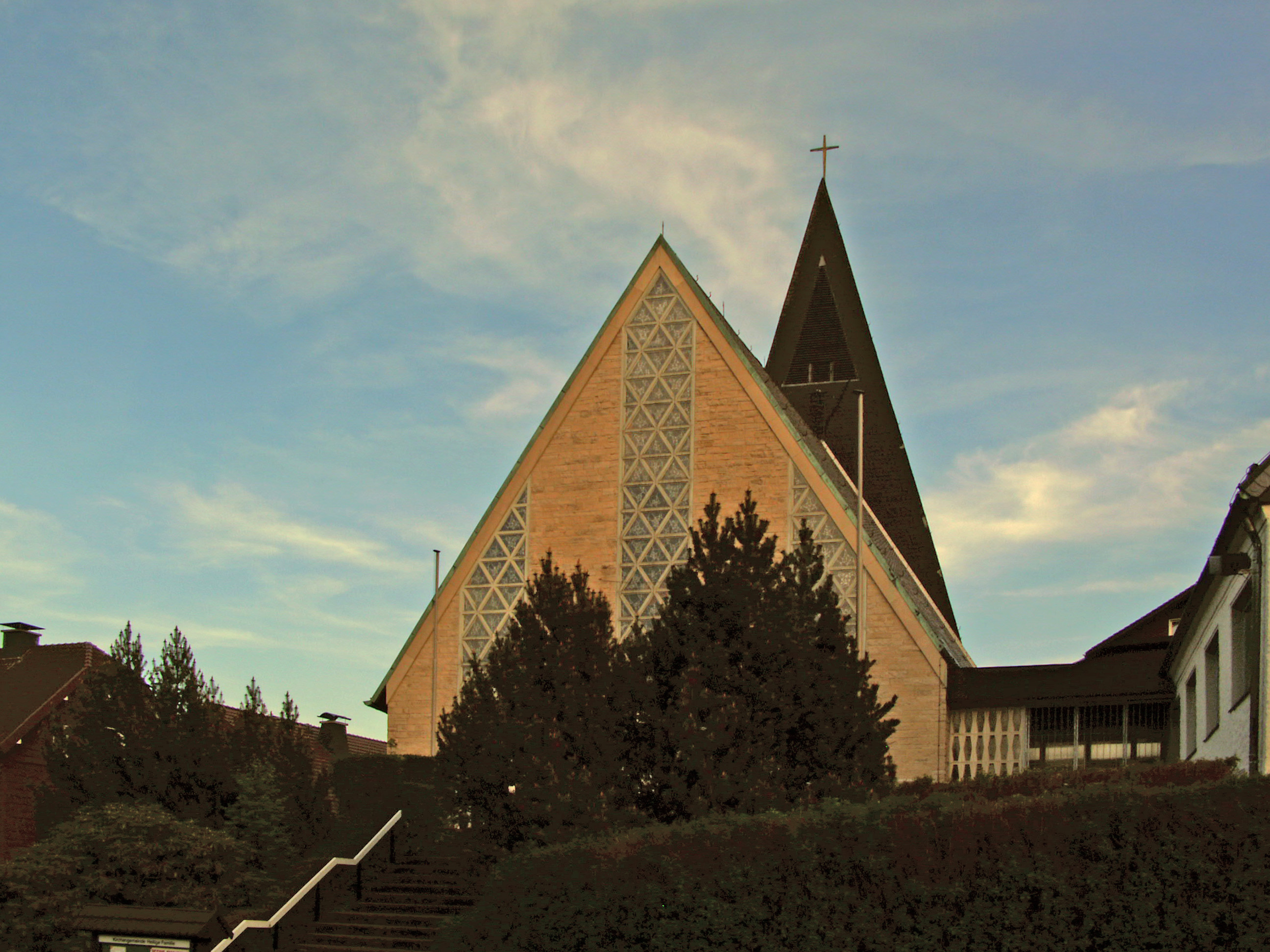
Katholieke kerk
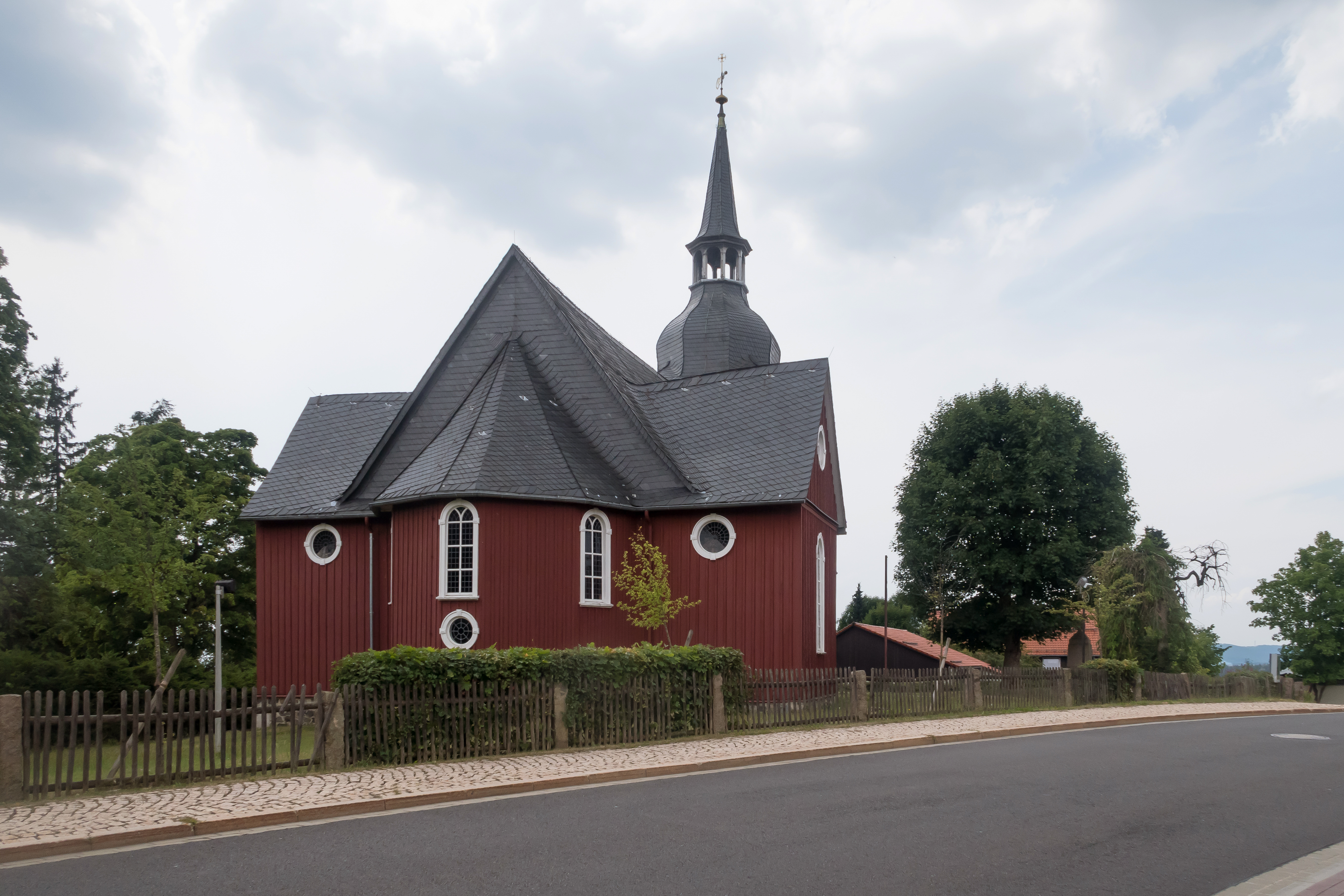
Hohegeiss, de evangelische kerk: Kirche Zur Himmelspforte
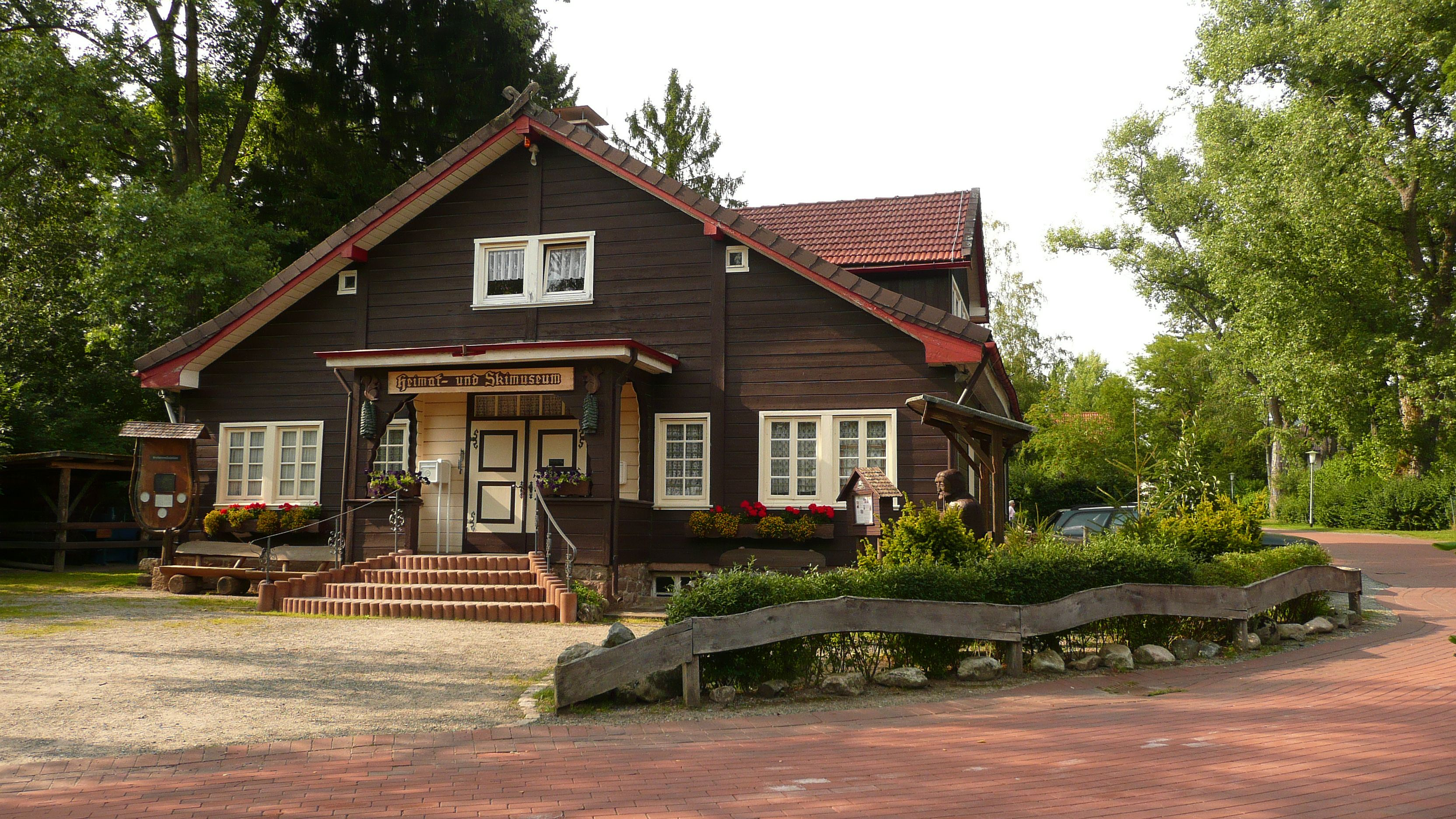
Museum van de lokale geschiedenis
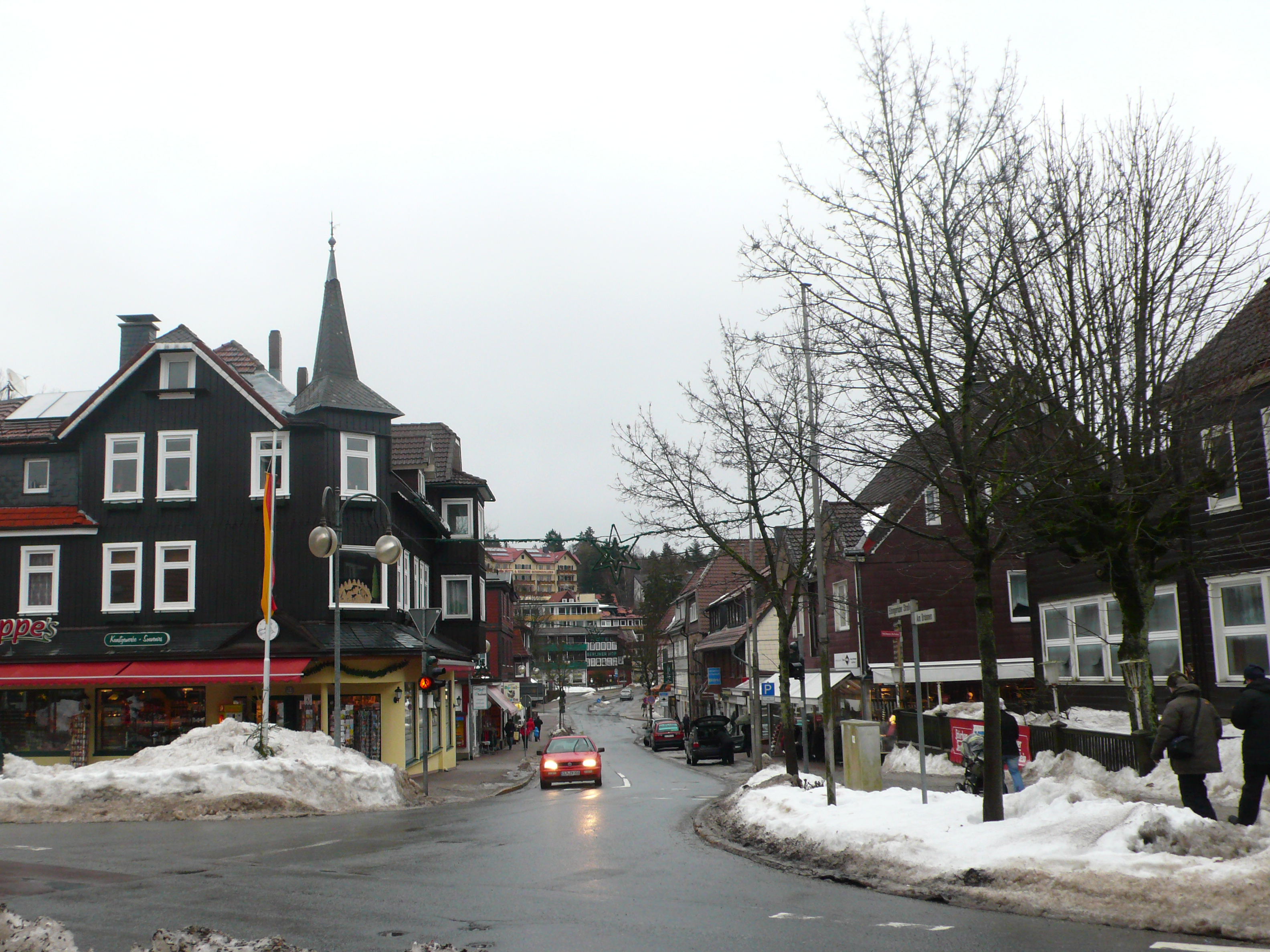
Elbingeröder Straße (B27) in winter
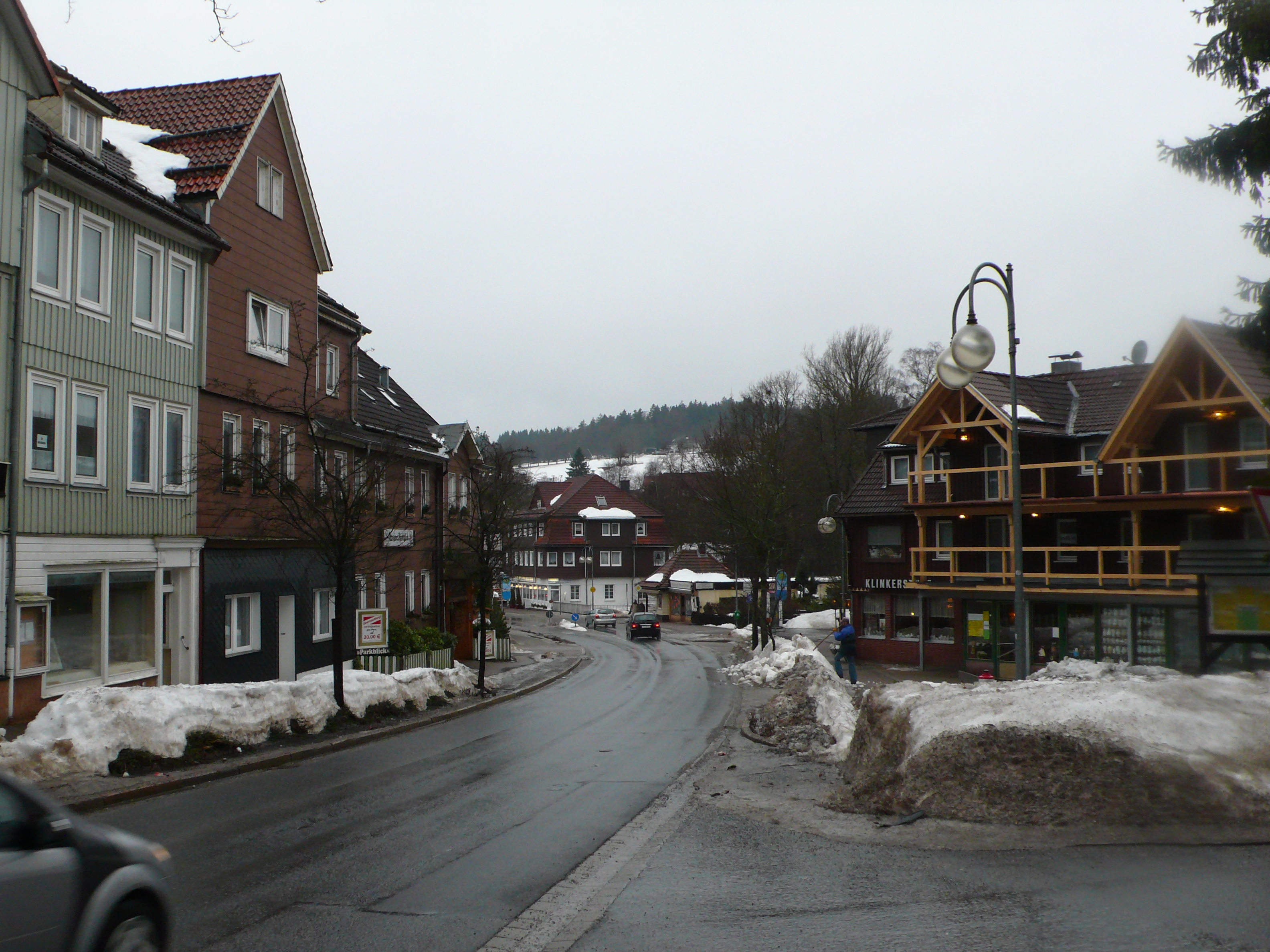
Elbingeröder Straße (B27) in winter

- Gemeinsame Normdatei: 4008060-2
- Library of Congress Control Number: n83011954
- MusicBrainz: 6695bb73-4dad-4c1a-87e3-8976ac398939
- Nationale Bibliotheek van Israël: 987007564459505171
- Virtual International Authority File: 127875162
- WorldCat: E39PBJxRxXyFkYpQrgYrxBCmh3

Altenau · Bad Harzburg · Braunlage · Clausthal-Zellerfeld · Goslar · Harz (gemeentevrij gebied) · Langelsheim · Liebenburg · Schulenberg im Oberharz · Seesen · Wildemann